# Bleke knolhoningzwam
De bleke knolhoningzwam (Armillaria cepistipes) is een schimmel behorend tot de familie Physalacriaceae. Dit is een zwak plantpathogene soort die meestal groeit aan de voet van loofbomen die eerder door een andere ziekteverwekker zijn verzwakt. Het mycelium van de schimmel is bioluminescent.

## Kenmerken

### Uiterlijke kenmerken
Hoed
De hoed heeft een diameter 4 tot 12 cm. De vorm is aanvankelijk halfrond en gesloten, dan convex, uiteindelijk uitgespreid, soms met een stompe umbo. Het oppervlak is licht honinggeel tot bruin met donkere schubben, die bij oudere exemplaren verdwijnen.
Lamellen
De lamellen zijn middelmatig dicht, getand, aanvankelijk witachtig, daarna geelachtig, lichtrood en bruin, in oudere vruchtlichamen bestrooid met witte sporen. Ze zijn 4-8 mm breed.
Steel
De steel heeft een lengt tot 20 cm en een dikte van 1–2,5 cm. De vorm is cilindrisch, sponsachtig met een duidelijk gezwollen, ui-achtige voet. Het oppervlak is variërend in kleur van witachtig tot vleesbruin. De ring is helder, vlezig, bruin en geschubd aan de onderkant.
Vlees
Het vlees is wit tot bruinachtig van kleur, hard, vezelig in de steel. Het heeft een karakteristieke geur die tijdens het koken sterker wordt.
Rhizomorfen
De bolvormige paddenstoel heeft, net als andere soorten paddenstoelen, dikke strengen mycelium die rhizomorfen worden genoemd. Ze groeien in de grond en groeien uit tot bomen, waardoor ze worden geïnfecteerd. In de grond hebben ze een ronde doorsnede, maar onder de boomschors zijn ze duidelijk afgeplat.

## Ecologie
Hij groeit in bossen op rotte en levende boomstammen, voornamelijk loofbomen. Het produceert vruchkichamen meestal van juli tot augustus.

## Verspreiding
De bleke knolhoningzwam komt voor in Europa, Azië en Canada. In Nederland komt vrij zeldzaam voor.